# Mankkisaari (ö i Saarijärvi)
Mankkisaari är en liten ö i Finland. Den ligger i sjön Lannevesi och i kommunen Saarijärvi i den ekonomiska regionen  Saarijärvi-Viitasaari och landskapet Mellersta Finland, i den centrala delen av landet, 270 km norr om huvudstaden Helsingfors. Öns area är 1,5 hektar och dess största längd är 220 meter i nord-sydlig riktning.